# Seconde bataille d'Adobe Walls
Guerre de la rivière Rouge
La seconde bataille d'Adobe Walls est une attaque menée le 27 juin 1874 par plusieurs centaines de guerriers comanches, kiowas et cheyennes contre un groupe de chasseurs américains de bisons retranchés à Adobe Walls, dans le nord du Texas. Bien que largement dépassés en nombre, les Américains sont parvenus à repousser plusieurs assauts des Amérindiens qui ont fini par se retirer. La bataille marque le début de la guerre de la rivière Rouge.